# María Izquierdo Rojo
Izquierdo  Rojo est un nom espagnol. Le premier nom de famille, en général paternel, est Izquierdo ; le second, en général maternel, souvent omis, est Rojo.
Pour les articles homonymes, voir Izquierdo et Rojo.
María Izquierdo Rojo, née le 13 septembre 1946 à Oviedo, est une femme politique espagnole.
Membre du Parti socialiste ouvrier espagnol, elle siège au Congrès des députés de 1977 à 1982 et de 1986 à 1989. Elle est secrétaire d'État pour les Communautés autonomes de 1982 à 1987, puis siège au Parlement européen de 1989 à 2004.